# Roddreka Rogers
Roddreka Rogers (ur. 1 grudnia 1993 w Denver) – amerykańska koszykarka występująca na pozycji niskiej oraz silnej skrzydłowej.
25 sierpnia 2016 została zawodniczką Cosinus Widzewa Łódź.
Jej ojcem jest Rodney Rogers – były zawodnik Nuggets, Clippers, Suns, Celtics, Nets, Hornets, 76ers. W 2003 roku został wicemistrzem NBA, natomiast trzy lata wcześniej otrzymał nagrodę dla najlepszego rezerwowego ligi.

## Osiągnięcia
Stan na 30 grudnia 2016, na podstawie, o ile nie zaznaczono inaczej.
NCAA
- Uczestniczka turnieju:
  - NCAA (2014)
  - Women's National Invitation Tournament (WNIT – 2015, 2016)
- Zaliczona do składu ACC All-Academic (2015, 2016)

Drużynowe
- Wicemistrzyni letniej ligi Eurobasketu w Atlancie (I sesja – 2016)

Indywwidualne
- Uczestniczka meczu gwiazd:
  - WUBA (2016)
  - WUBA debiutantki vs weteranki (2016)
- Zaliczona do składu All-WUBA Honorable Mention (2016 przez USBasket.com)